# Euphorbia cassythoides
Euphorbia cassythoides är en törelväxtart som beskrevs av Pierre Edmond Boissier. Euphorbia cassythoides ingår i släktet törlar, och familjen törelväxter. Inga underarter finns listade i Catalogue of Life.